# یونیتل
یونیتل (انگلیسی: Unitel) شرکت مخابرات آنگولایی است، که در سال ۱۹۹۸ تأسیس شد.